# Heleomyza serrata
Heleomyza serrata es una especie de mosca de la familia Heleomyzidae.  

## Distribución
Se encuentra en la región paleártica.